# Placilla (Schiff)
Die Placilla war die erste für die Hamburger Reederei F. Laeisz gebaute Viermastbark im Jahre 1892. Sie wurde zum Prototyp einer Vielzahl ähnlicher Großsegler des Schifffahrtunternehmens.

## Beschreibung
Benannt nach der gleichnamigen Gemeinde in der Provinz Colchagua der VI. Region Chiles, war die Placilla die erste für F. Laeisz gebaute Viermastbark. Sie und ihr Schwesterschiff Pisagua entstanden 1892 auf den Hellingen der berühmten Werft Joh. C. Tecklenborg in Geestemünde (Bremerhaven). Sie hatten einen kompletten Stahlrumpf (genietete Platten) und Stahlmasten, der Besanmast als Pfahlmast mit einer Gaffel. Spätere Viermastbarken und auch die Potosi fuhren zwei Gaffeln. Das Rigg war moderner Standard – geteilte Mars- und Bramsegel (doppelte Mars- und Bramrahen), darüber Royalrahen. Die Untermasten und Marsstengen waren aus einem Stück (Stahlblech) gefertigt, die Royalrahen und Bramstengen aus Holz. Der Rumpf war traditionell schwarz mit weißem Wasserpass und rotem Unterwasserschiff, Poopdeck und Hochdeck seitlich weiß abgesetzt. Damit konnten beide neue Viermastbarken ihre Überlegenheit auf der Salpeterfahrt um Kap Hoorn unter Beweis stellen und wurden somit als neuer Schiffstyp bei Laeisz zum Vorbild für das Aussehen und den Aufbau aller künftigen Laeisz-Segler. Sie waren als Dreiinselschiffe konzipiert, eine Neuheit in dieser Zeit, die auch später nicht in jeden Schiffsplan übernommen wurde. Sie kam aus Liverpool, weswegen auch der Begriff „Liverpoolhaus“ für diese von Bordwand zu Bordwand reichenden, fest in die Schiffsaufbauten eingearbeiteten Mittschiffshäuser besteht. Gegenüber den bisherigen Glattdeckern mit erhöhter Back und Poop kam nun dieses sogenannte Hochdeck in der Schiffsmitte hinzu, das viele Funktionen hatte: Es diente als Kommandobrücke, mit Kartenhaus nebst Ruderrad bzw. Ruderhaus, dazu waren sämtliche Wohn- und Arbeitsräume für Kapitän, Offiziere, Koch und Mannschaft darin untergebracht. Großer Vorteil dieser Bauweise: Zentrales Hauptruder auf dem Hochdeck, alle Mannschaftsräume auf der Mittschiffsinsel. Die Matrosen mussten nun nicht mehr unter der Back oder im oft überfluteten Deckshaus in nassen Kojen wohnen. Die Mannschaft war nun in großen wassergeschützten und gut belüfteten Unterkünften einquartiert, oft getrennt in Steuerbord- und Backbordwache, für jeweils 12–18 Mann. Das zweite Ruder auf dem Poopdeck diente nur noch als Notruder. Auf der Mittschiffsinsel waren der wachhabende Offizier und vor allem die Rudergänger vor den gefährlichen hochlaufenden Seen sicher, die so manchen Mann vom Ruder gespült hatten oder ihn das Steuer verreißen ließen – meist mit tödlichem Ausgang für Schiff und Mann. Um ohne nasse Füße vom Hochdeck zur Back oder Poop zu gelangen, kamen bald Laufstege hinzu, die, meist auf der Steuerbordseite nahe der Schiffsmasten angebracht, die drei Inseln miteinander verbanden. Besonders bei schwerem Wetter war das eine erhebliche Erleichterung und bot zusätzliche Sicherheit.

## Geschichte
Im Frühjahr 1892 ging Kapitän Robert Hilgendorf, der nicht nur der populärste unter den Laeisz-Kapitänen, sondern aller Segelschiffskapitäne seiner Zeit war, mit der Placilla auf Jungfernreise und stellte mit 58 Tagen (8,3 Wochen) für die Strecke Lizard-Valparaíso eine Bestleistung auf. Sie wurde zwar später von den schnellen Laeisz-Seglern unterboten, war aber damals eine Rekordfahrt, die weltweit Beachtung fand. Zwei weitere Rundreisen macht Hilgendorf zur Salpeterküste, dann übernahm er die Reedereischwester Pitlochry, und Kapitän Otto Schmidt kam bis 1901 als neuer Kapitän an Bord der Placilla. Mit ihr absolvierte er sieben Rundreisen an die Salpeterküste und nach Europa zurück. Nach neun Jahren Dienst wurde die Placilla 1901 aus nicht näher bekannten Gründen an die „1896“er (Rhederei Actien-Gesellschaft von 1896) verkauft und 1903 in Optima umbenannt – „O“-Namen waren ein Erkennungsmerkmal der Reederei. Unter der neuen Flagge war sie vornehmlich in mittel- und nordamerikanischen Häfen der Pazifikküste zu sehen (Santa Rosalía, Mexiko; San Francisco, Tacoma, WA). Am 5. Januar 1905 verließ die Bark Hamburg unter Kapitän Butz mit einer Koksladung für Santa Rosalía, Mexiko. Beim Einlaufen in den Ärmelkanal geriet das Schiff in einen Nordseesturm, der sie zu weit westlich vom Kurs nahe an die Küste Norfolks abdrängte. In dichtem Nebel strandete die Bark am 18. Januar 1905 auf den berüchtigten Haisbro-Sandbänken (Haisborough Sands) nordöstlich von Great Yarmouth (Position 52° 48′ 45,9″ N, 1° 48′ 20,7″ O). Das Seenotrettungsboot Elizabeth Simpson lief nach Notsignal vom Cross-Sands-Feuerschiff am 19. Januar von Gorleston-on-Sea an der Trosse des Hochseeschleppers Meteor aus. Man versuchte, die Bark mit weiteren dazugekommenen Schiffen freizuschleppen. Nach 60-stündiger vergeblicher Arbeit musste die Optima aufgegeben werden. Alle 32 Mann der Besatzung konnten schließlich am 21. Januar aus dem auseinanderbrechenden Schiff geborgen, eine Schiffskatastrophe konnte vermieden werden.

## Schiffsdaten
- Konstruktion: Rumpf aus Stahl (genietet) als Dreiinselschiff mit Back, Poop und Mittschiffsinsel
- Rigg: Standardrigg Viermastbark: doppelte Mars- und Bramrahen, Royals; Besanmast als Pfahlmast (Untermast und Stenge ein Stück) mit einer Gaffel
- Anzahl der Decks: 2 durchgehende Decks, Back-, Poop- und Mittschiffsdeck; oberste Decks mit Teakholz
- Stapellauf: Januar 1892
- Jungfernfahrt: 22. Februar 1892 nach Valparaíso, Chile
- Unterscheidungssignal: RJLM
- Bauwerft: Joh. C. Tecklenborg, Geestemünde, Baunummer 110
- Konstrukteur: Dr.-Ing. h. c. Georg Wilhelm Claussen
- Reederei: F. Laeisz
- Heimathafen: Hamburg
- weitere Reedereien: Rhederei Actien-Gesellschaft von 1896, Hamburg (23. Feb. 1901)
- weitere Namen: Optima (18. März 1903)
- Galionsfigur: ja
- Länge über alles (Lüa): 113 m
- Rumpflänge: 103,94 m (Galion-Heck)
- Länge an Deck (LaD): 95,87 m
- Länge in der Schwimmwasserlinie (KWL): 94,49 m
- Länge zw. den Loten (LzL/LPP): 92,01 m
- Breite: 13,58 m
- Raumtiefe: 7,96 m
- Seitenhöhe: 8,43 m
- Tiefgang: 7,04 m
- Vermessung: 2.895 BRT; 2.780 NRT
- Verdrängung: etwa 6.500 t (Schiffsmasse ~1.800 t + Ladung ~4.700 t)
- Ladekapazität/Tragfähigkeit: 4.600 tons [4.674 t] (1 ton = 1,016 t)
- Segelfläche: 3.700 m² (33 Segel: 18 Rahsegel in sechs Stockwerken an drei Masten, 9 Stag-, 4 Vorsegel, zwei Besane)
- Masthöhe: 60 m (über Kiel); 50 m (über Deck); 52,5 m über Wasserlinie
- Hilfsmaschine: keine
- Baukosten: 600.000,00 Mark
- Klassifikation: Lloyd’s +100A
- erster Schiffsführer: Robert Hilgendorf (1892–1894)
- weitere Kapitäne: Otto Schmidt (1894–1901); F. W. Thöm (1901–1903), H. Butz (1903–1905)
- Besatzung: 32–35 Mann (Kapitän, 3 Offiziere, 28–31 Seeleute)
- Höchstgeschwindigkeit: 17 kn
- Bestes Etmal: 342 sm
- Schwesterschiff: Pisagua